# ギヨーム＝マリ＝アンヌ・ブリューヌ

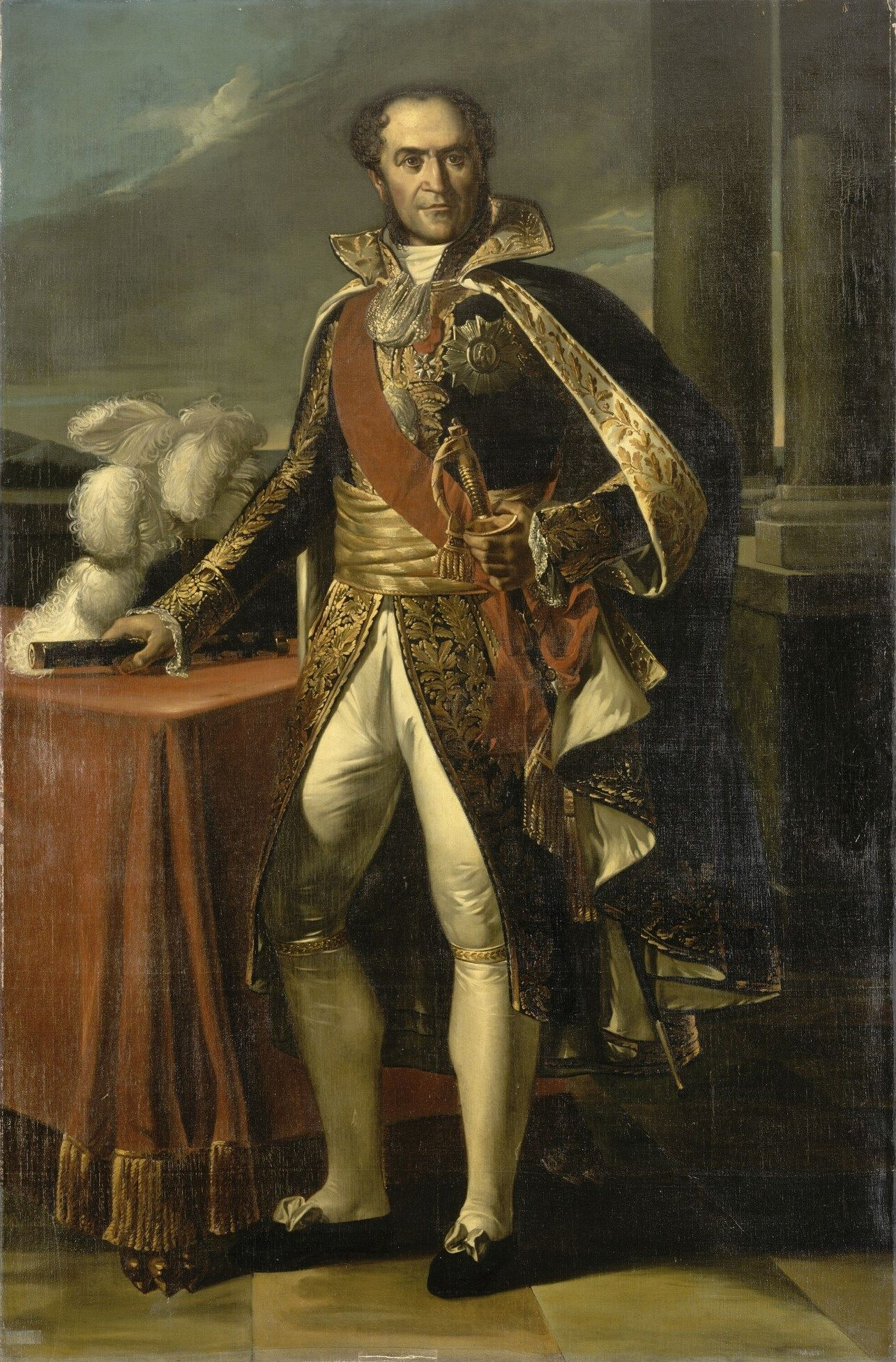
ギヨーム・マリ＝アンヌ・ブリュヌ

ギヨーム・マリ＝アンヌ・ブリュヌ（仏: Guillaume Marie-Anne Brune, 1763年3月13日 - 1815年8月2日）は、フランス第一帝政期に活躍した軍人・政治家。元帥。帝国伯爵。ナポレオン1世によって任命された26人の元帥の1人。

## 略歴
- 1763年　ブリーヴ＝ラ＝ガイヤルドに生まれる。
- 1789年　国民衛兵大尉。
- 1797年　旅団長に昇進。
  - 第2次イタリア遠征後、駐オスマン帝国大使に就任。
  - 対イギリス戦のための交渉に当たる。
- 1804年　元帥に列せられる。
- 1815年　百日天下の後、アヴィニョン訪問中に王党派の投げた爆弾によって暗殺された。